# Sacramento County
Sacramento County ist ein County im US-Bundesstaat Kalifornien. Der Verwaltungssitz (County Seat) ist Sacramento.

## Geographie
Das County erstreckt sich auf einer Gesamtfläche von 2578 km².

## Geschichte
Sacramento County war eines der ersten Countys Kaliforniens und wurde 1850 gegründet. Das County wurde durch Captain Gabriel Moraga nach dem Fluss Sacramento River benannt. Der Fluss wurde nach dem „Sakrament“ benannt.

### Historische Objekte

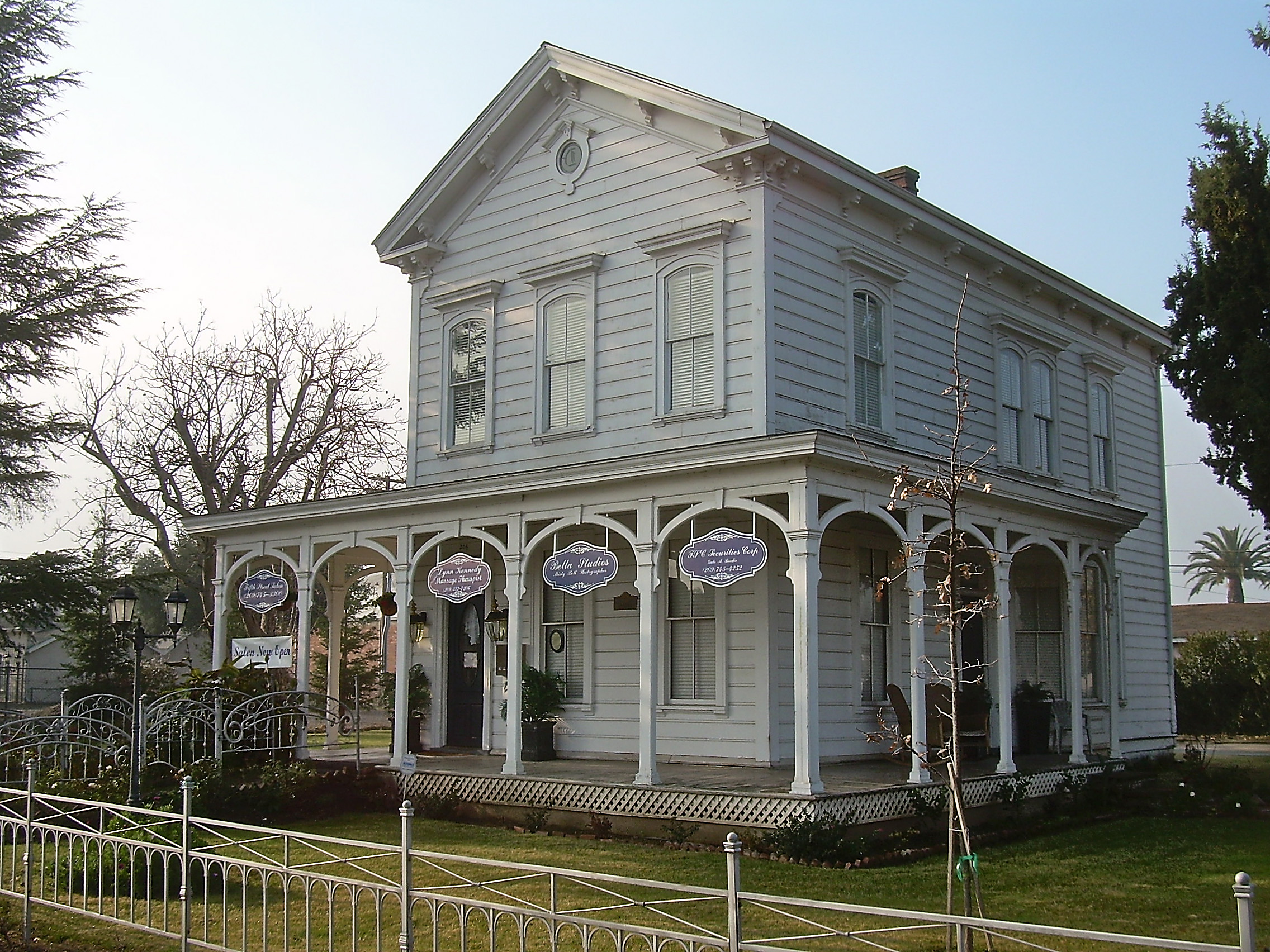
Das Brewster House, gelistet im NRHP Nr. 78000740

In Locke befindet sich der Locke Historic District. Das Gebiet umfasst 53 Gebäude und wurde am 6. Mai 1971 vom National Register of Historic Places als historisches Denkmal mit der Nummer 71000174 aufgenommen sowie im National Historic Landmark eingetragen. Im County liegen 6 weitere National Historic Landmarks. Insgesamt sind 95 Bauwerke und Stätten des Countys im National Register of Historic Places eingetragen.

## Demografische Daten

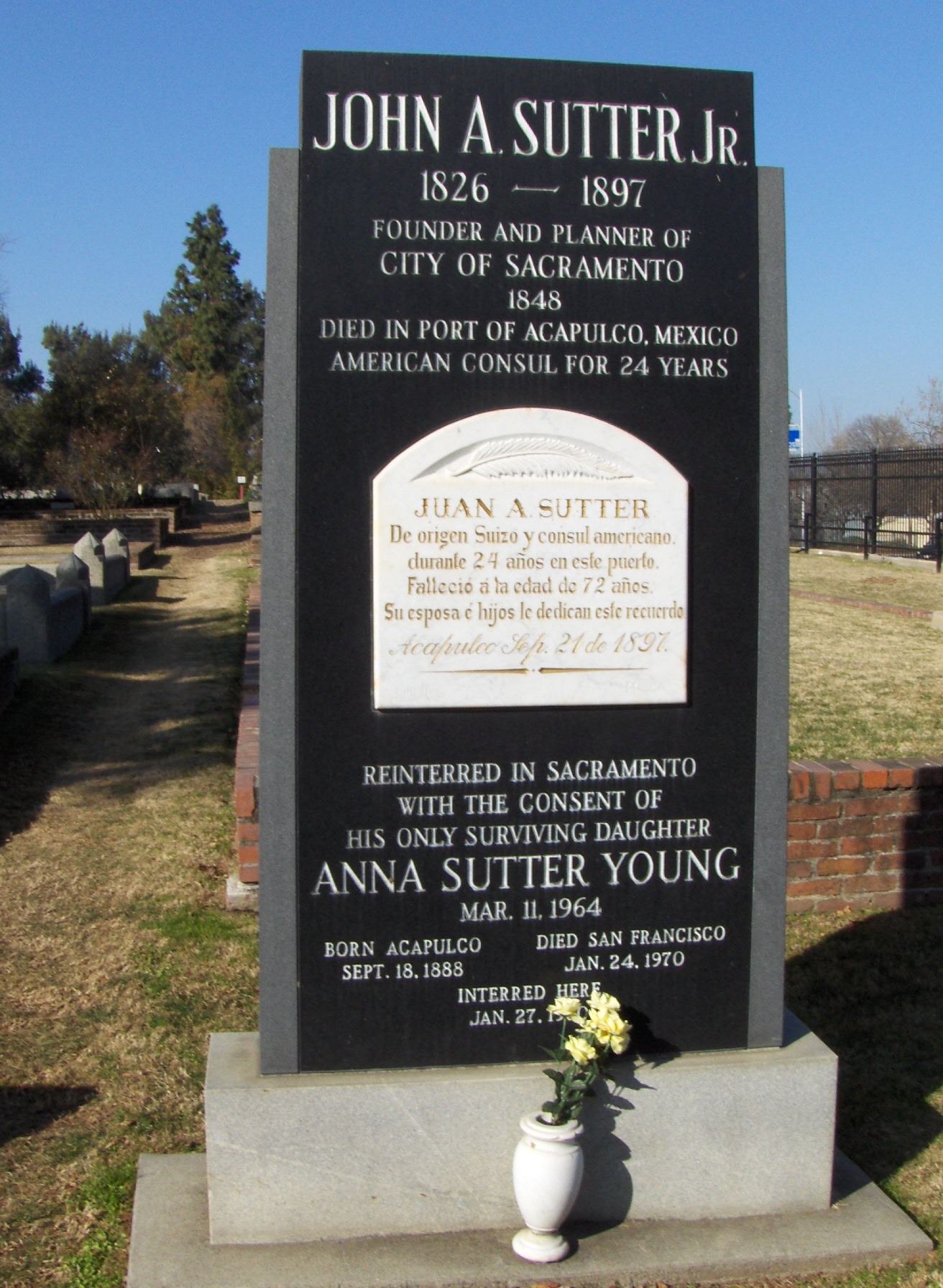
Grabstein von John A. Sutter, dem Gründer der Stadt Sacramento

Nach der Volkszählung im Jahr 2000 lebten im Sacramento County 1.223.499 Menschen. Es gab 453.602 Haushalte und 297.562 Familien. Die Bevölkerungsdichte betrug 489 Einwohner pro Quadratkilometer. Ethnisch betrachtet setzte sich die Bevölkerung zusammen aus 64,02 % Weißen, 9,96 % Afroamerikanern, 1,09 % amerikanischen Ureinwohnern, 11,03 % Asiaten, 0,59 % Bewohnern aus dem pazifischen Inselraum und 7,48 % aus anderen ethnischen Gruppen; 5,84 % stammten von zwei oder mehr ethnischen Gruppen ab. 16,01 % der Bevölkerung waren spanischer oder lateinamerikanischer Abstammung.
Von den 453.602 Haushalten hatten 33,70 % Kinder und Jugendliche unter 18 Jahre, die bei ihnen lebten. 46,40 % waren verheiratete, zusammenlebende Paare, 14,10 % waren allein erziehende Mütter. 34,40 % waren keine Familien. 26,70 % waren Singlehaushalte und in 8,00 % lebten Menschen im Alter von 65 Jahren oder darüber. Die Durchschnittshaushaltsgröße betrug 2,64 und die durchschnittliche Familiengröße lag bei 3,24 Personen.
Auf das gesamte County bezogen setzte sich die Bevölkerung zusammen aus 27,60 % Einwohnern unter 18 Jahren, 9,50 % zwischen 18 und 24 Jahren, 31,00 % zwischen 25 und 44 Jahren, 20,90 % zwischen 45 und 64 Jahren und 11,10 % waren 65 Jahre alt oder darüber. Das Durchschnittsalter betrug 34 Jahre. Auf 100 weibliche Personen kamen 95,90 männliche Personen, auf 100 Frauen im Alter ab 18 Jahren kamen statistisch 92,50 Männer.
Das jährliche Durchschnittseinkommen eines Haushalts betrug 43.816 USD, das Durchschnittseinkommen der Familien betrug 50.717 USD. Männer hatten ein Durchschnittseinkommen von 39.482 USD, Frauen 31.569 USD. Das Prokopfeinkommen betrug 21.142 USD. 14,10 % Prozent der Bevölkerung und 10,30 % der Familien lebten unterhalb der Armutsgrenze. 20,20 % davon waren unter 18 Jahre und 6,60 % waren 65 Jahre oder älter.

## Orte im County

### Citys
- Citrus Heights
- Elk Grove
- Folsom
- Galt
- Isleton
- Rancho Cordova
- Sacramento (County Seat)

### CDPs
| - Antelope - Arden-Arcade - Carmichael - Clay - Courtland - Elverta - Fair Oaks - Florin - Foothill Farms - Franklin | - Freeport - Fruitridge Pocket - Gold River - Herald - Hood - La Riviera - Lemon Hill - Mather - McClellan Park - North Highlands | - Orangevale - Parkway - Rancho Murieta - Rio Linda - Rosemont - Vineyard - Walnut Grove - Wilton |